# Drielse Wetering
De Drielse Wetering is een oppervlaktewater in de Bommelerwaard.

## Ontginning en bedijking
Tot het begin van de jaartelling kwamen de rivieren de Waal en de Maas ter hoogte van de Bommelerwaard bij elkaar. De Bommelerwaard wordt al bewoond vanaf de 2e eeuw, de oorspronkelijke bewoners zijn vanuit het oosten de streek ingetrokken en hebben zich op de hogere stroomruggronden gevestigd. Pas in de 4e eeuw na Christus lagen de Maas en de Waal ongeveer op de huidige locatie waar zij nu nog liggen. Om overstromingen te voorkomen is de Bommelerwaard gedurende vele eeuwen door zijn inwoners bedijkt.
In de Middeleeuwen werd begonnen met de ontginning van de lager gelegen binnenlanden, “de broeken”. Hierbij bleek regen- en kwelwater niet goed af te voeren. Voorbeelden zijn De Vliert, het Drielse Broek, het Hoge en Lage Broek, de Bommelse Weiden en Molenveld. Om deze gebieden enigszins te laten renderen werden vele eendenkooien gecreëerd. Maar dit mocht niet baten, er bleken weteringen nodig om het overtollige water af te voeren naar de Maas. Op 21 augustus 1320 gaf graaf Reinald II van Gelre toestemming om de Drielse Wetering aan te leggen, en op 5 juni 1321 voor de Bommelse Wetering (ook wel het Capreton genoemd).

## Ligging en aftakkingen
Men is beginnen te graven ten westen van "De Locht" (Verzorgingsplaats De Lucht (A2)) richting Bruchem, Kerkwijk, Hedel, Ammerzoden, Well om aldaar aan te sluiten op de reeds aanwezige Wellse Wetering, die uiteindelijk in Aalst uitmondt. Er vond natuurlijke afwatering plaats zodra het peil in de Maas lager stond dan in de polders, in het voorjaar en de zomer dus. In de winter werd de inlaat in de dijk bij Aalst gesloten. Later werden er voormolens geplaatst waardoor ook in het najaar en winter afwatering kon plaatsvinden. In de jaren 50 van de 19e eeuw werden er stoomgemalen gebouwd in de dijk die men “Machinedijk” ging noemen.
Onbekend is wanneer het gedeelte tussen De Lucht en Kerkdriel is aangelegd. Waarschijnlijk zijn in de loop der eeuwen een aantal sloten verbreed, verdiept en rechtgetrokken. De wetering langs de Laarstraat is een van de oudste sloten van de Bommelerwaard, en stamt vermoedelijk al uit de vroege middeleeuwen toen aldaar het aanwezige bos gekapt en ontgonnen is. 
De Drielse Wetering ontspringt ten westen van Kerkdriel in het oosten van de Bommelerwaard en loopt richting het westen. Tot even voorbij de spoorweg Den Bosch – Utrecht (nabij De Lucht) is er sprake van polderwater. Voorbij dit punt is de Drielse Wetering een boezem. Er wateren diverse tochtsloten, nevenweteringen en poldersloten op de hoofdwetering af. In de loop der eeuwen is de loop van de Drielse Wetering vele malen gewijzigd. 
In 1879 werd in Nederhemert door de Maasafdeling nog een stoomgemaal gebouwd, dat de naam 'Dijkgraaf Thooft' kreeg. Deze uitwateringssluis had een vermogen van 160 pk. Vooral de kortere weg voor het water uit de Drielse Wetering leverde dermate grote voordelen op voor de waterlozing dat reeds in 1885 het stoomgemaal van de Maasafdeling te Aalst buiten gebruik werd gesteld.
Het gehele afwateringsgebied van de oostelijke en zuidelijke Bommelerwaard heeft een oppervlakte van ca. 4.820 ha en de gemiddelde waterstand ter hoogte van de spoorweg is ca. 1,99 m boven NAP. Ter vergelijk de Bommelse Wetering: de oppervlakte van de noordelijke en westelijke Bommelerwaard bedraagt ca. 3.000 ha en de gemiddelde waterstand ter hoogte van de spoorweg is ca. 1,87 m boven NAP.

## Twintigste eeuw
Om de landbouw te verbeteren werden in de jaren 30 van de 20e eeuw plannen gemaakt voor het stichten van een inlaatgemaal te Rossum voor de watervoorziening in het gebied van de dorpspolders Rossum, Hurwenen, Maasdriel en het oostelijk deel van de dorpspolder Zaltbommel. Dit gebied bleek vaak droog te vallen in droge zomers. De Bommelerwaard heeft van nature grote fluctuaties in het grondwater vanwege de aanwezigheid van de grote rivieren en de ondergrond van zand. Door het uitbreken van de Tweede Wereldoorlog werd de uitvoering van de plannen vertraagd. Na de oorlog werden de verbeteringswerken aan de watergangen en kunstwerken gecombineerd met de werken in het kader van de ruilverkavelingen in de jaren 50 en 60. De land- en tuinbouw kon daardoor pas echt goed doorontwikkelen naar wat het nu is.

## Beheer
Graaf Reinald II van Gelre sprak in zijn Drielse Weteringsbrief van 21 augustus 1320 over een “Heem-raet van Bommelre-weert”, echter onduidelijk is wat hiermee bedoeld wordt. 
We kunnen de dijkbrief van graaf Reinald II, welke hij op 8 december 1327 aan de ingelanden van de Bommelerwaard en Tielerwaard verleende, als een mijlpaal zien in de strijd van de inwoners van de Bommelerwaard tegen het water.
Totdat de Franse overheersing in 1796 het gehele staatsbestel van de Republiek op zijn kop zette, werd de regionale waterstaatszorg, welke in beginsel alleen de zorg voor de ringdijken omvatte, uitgeoefend door de verschillende dijkstoelen in de Bommelerwaard. De lokale waterstaatszorg werd onder leiding van de richter of de Schout uitgeoefend door de plaatselijke geërfden.
Nadat het rivierpolderreglement in 1838 in werking trad, viel het beheer van de Drielse Wetering onder het Polderdistrict Bommelerwaard boven den Meidijk. Rond 1864 werd het Polderdistrict Bommelerwaard boven den Meidijk gesplitst in een Maasafdeling (het stroomgebied van de Drielse Wetering) en een Waalafdeling (het stroomgebied van de Bommelse Wetering). Beide afdelingen beschikten over een eigen stoomgemaal van 100 pk te Aalst. 
In 1970 werden de Polderdistricten boven den Meidijk en beneden den Meidijk samengevoegd tot Polderdistrict Bommelerwaard, welke zetel had in Zaltbommel.
Met ingang van 1 januari 1982 vervielen het Polderdistrict Bommelerwaard en Polderdistrict Maas en Waal in het Polderdistrict Groot Maas en Waal, welke op zijn beurt per 1 januari 2002 opging in het Waterschap Rivierenland.